# Calcaire de Saint Louis
Le calcaire de Saint Louis est une grande formation géologique datant du Mississippien et couvrant une large zone du Midwest des États-Unis.

## Étymologie
Son nom provient de la ville de Saint Louis, dans le Missouri.

## Description
Le calcaire de Saint Louis est constitué de roches sédimentaires calcaires avec des passées de silex. Il apparaît en surface à de nombreux endroits dans l'ouest du Kentucky et dans le Tennessee (notamment à Clarksville). On le trouve également au niveau des grottes du parc national de Mammoth Cave.
Parmi les fossiles que l'on retrouve communément dans le calcaire de Saint Louis, on peut citer les coraux rugosa Lithostrotion et Lithostrotionella, et le bryozoaire Fenestrellina.